# Brit Sandaune
Brit Sandaune (Stjørdal, 5 de junio de 1972), es una exfutbolista noruega y profesor de preescolar. Es originaria de la zona rural de Skatval en el municipio de Stjørdal, Nord-Trøndelag, y tiene estudios de economía y administración.

## Trayectoria
Brit Sandaune ha ganado (en 2001) seis campeonatos de liga y siete campeonatos nacionales noruegos (con Sportsklubben Trondheims-Ørn) en fútbol femenino. Es medallista olímpica de oro y bronce.
Sandaune jugó 120 partidos internacionales con Noruega, anotando nueve goles. Con el equipo de Noruega fue a los Juegos Olímpicos de Atlanta 1996, ganando el bronce. Cuatro años más tarde, en los Juegos Olímpicos de Sídney 2000, ganó el oro con el equipo noruego. En julio de 2002, alcanzó los 100 partidos jugados para el equipo principal.
Obtuvo el premio Fair Play en fútbol femenino en 2000.
A nivel de clubes, jugó un récord de 507 partidos para Sportsklubben Trondheims-Ørn, ganando la competencia de la Copa de Noruega ocho veces y la liga Toppserien siete veces entre 1993 y 2003.